# ISO 3664
In der ISO-Norm ISO 3664 sind die Kriterien für die Abmusterung in der Reprografie (Fotografie und Drucktechnik), also das Vergleichen von Original und Reproduktion bzw. Prüfdruck („Proof“) und Auflagendruck definiert. Die Norm schreibt im Einzelnen vor:
- Das Licht muss Tageslicht einer Farbtemperatur von 5000 Kelvin entsprechen (D50).
- Die Lichtquelle muss einen (Farbwiedergabeindex Ra > 90) haben
- Die Umgebung muss eine neutral graue, matte Wand-Farbe besitzen (LCh: Chroma < 2).
- Bei Auflicht muss die Beleuchtungsstärke 2000 Lux (± 500) betragen.[1]